# Перейра, Леонардо (футболист, 1996)
Леона́рдо Пере́йра, либо просто Ле́о Пере́йра (порт. Leonardo Pereira; Léo Pereira) (31 января 1996, Куритиба) — бразильский футболист, защитник клуба «Фламенго».

## Биография
Леонардо Перейра — воспитанник «Атлетико Паранаэнсе». В команде для игроков до 18 лет он уже играл в возрасте 16 лет. Более того, в молодёжном первенстве штата он был лучшим бомбардиром, несмотря на то, что всегда играл в обороне. В основном составе клуба дебютировал в 2013 году. 13 марта в рамках Лиги Паранаэнсе он вышел на замену на 60-й минуте в гостевом матче против «Рио-Бранко» (Паранагуа). Игра закончилась победой «фуракана» со счётом 2:1, причём победный гол был забит уже в компенсированное время. В 2014 году сыграл в 22 матчах своей команды, а в 2015 году появился на поле только два раза в чемпионате штата и однажды — в розыгрыше Кубка Бразилии. После его завершения был отдан в аренду в «Гуаратингету», выступавшую в Серии C.
Вернулся в «Атлетико» в начале 2016 года, но не смог побороться за место в основе. В середине года вновь отправился в аренду, на этот раз в «Наутико». В Ресифи Лео Перейра также не смог закрепиться, и сыграл лишь пять раз в Серии B. 2017 год бразилец провёл в США, в клубе MLS «Орландо Сити». Большую часть игр Лео начинал в основном составе команды, причём его партнёром в полузащите был чемпион мира Кака, для которого это был последний сезон в профессиональном футболе. Также играл за фарм-клуб «Орландо Сити B» в USL.
Вернувшись из очередной аренды в январе 2018 году, Лео Перейра стал намного чаще играть в основе «Атлетико Паранаэнсе». Лео не только надёжно играл в обороне, но и отметился рядом забитых голов. Так, он дважды отличился в победной кампании Лиги Паранаэнсе, забил три гола в чемпионате Бразилии и один гол (в ворота уругвайского «Пеньяроля») в Южноамериканском кубке. В розыгрыше этого турнира Лео Перейра стал основным игроком своей команды, сыграв в 10 из 12 матчей «Атлетико». В результате команда из Куритибы впервые в своей истории выиграла международный турнир.
28 января 2020 года Перейра перешёл во «Фламенго», подписав с клубом пятилетний контракт. Стоимость трансфера составила около 7 млн евро (почти 32 млн реалов). 27 января 2023 года Перейра продлил контракт с «Фламенго» до 31 декабря 2027 года.
Лео Перейра в 2013 году в составе юношеской (до 17 лет) сборной Бразилии занял третье место на чемпионате Южной Америки, а затем сыграл на чемпионате мира в ОАЭ, где бразильцы дошли до 1/4 финала и уступили сборной Мексики в серии пенальти.
В 2015 году сыграл за молодёжную (до 20 лет) сборную Бразилии восемь матчей и забил два гола на чемпионате Южной Америки в Уругвае и чемпионате мира в Новой Зеландии. На континентальном уровне бразильцы были четвёртыми, а на молодёжном мундиале дошли до финала, где в дополнительное время уступили сербам 1:2.

## Титулы и достижения
- Чемпион штата Рио-де-Жанейро (2): 2020, 2021
- Чемпион штата Парана (1): 2016 (не играл), 2018
- Чемпион Бразилии (1): 2020
- Чемпион Кубка Бразилии (1): 2019
- Обладатель Суперкубка Бразилии (1): 2021 (не играл)
- Обладатель Южноамериканского кубка (1): 2018
- Финалист Кубка Либертадорес (1): 2021
- Обладатель Рекопы Южной Америки (1): 2020